# Jeremie Frimpong
Jeremie Agyekum Frimpong (Ámsterdam, 10 de diciembre de 2000) es un futbolista neerlandés que juega como defensa en el Liverpool F. C. de la Premier League.

## Trayectoria

### Celtic
El 2 de septiembre de 2019 fue fichado por el Celtic F. C., con quien firmó un contrato de cuatro años por una tarifa de transferencia de £450 000. Fue incluido inmediatamente en el primer equipo e hizo su debut profesional el 25 de septiembre, comenzando en una victoria por 5-0 en la Copa de la Liga contra Partick Thistle. El 27 de octubre marcó por primera vez, anotando el segundo gol en una victoria por 4-0 en la Scottish Premiership contra el Aberdeen.

### Bayer Leverkusen
El 27 de enero de 2021 fue fichado por el Bayer Leverkusen, con el que firmó un contrato de 4 años y medio. Marcó su primer gol el 27 de octubre de 2021, en un partido de la Copa de Alemania contra el Karlsruher. No pudo evitar la derrota de su equipo por dos goles a uno, a pesar de su gol.
Fue clave en el equipo de Xabi Alonso, siendo uno de los protagonistas de la victoriosa temporada 2023-24, con el título de Bundesliga invicto y la conquista de la Copa de Alemania. En la misma temporada, llegó a la final de la Liga Europa de la UEFA, que perdió ante el Atalanta B. C.
Al finalizar la temporada 2024-25, puso fin a su etapa en el Bayer Leverkusen, donde se coronó campeón de la Bundesliga, la Copa de Alemania y la Supercopa de Alemania. En total, hubo 30 goles y 39 asistencias en 190 partidos. Dejó la Bundesliga con un récord de 23 goles y 28 asistencias en 133 apariciones con el Leverkusen.

### Liverpool
El 30 de mayo de 2025, después de cuatro temporadas y media en Alemania, el Liverpool F. C. firmó un contrato plurianual a partir de junio de 2025, por una tarifa no revelada. Debutó el 10 de agosto en la Community Shield ante el Crystal Palace F. C. y marcó uno de los dos goles del equipo, que perdió el partido en la tanda de penaltis.

## Selección nacional
Fue convocado para participar en el Mundial 2022, pero para hacer su debut con la selección neerlandesa tuvo que esperar al 13 de octubre de 2023 en un encuentro de clasificación para la Eurocopa 2024 ante Francia.

### Participaciones en Copas del Mundo
| Mundial      | Sede  | Resultado        | Partidos | Goles |
| ------------ | ----- | ---------------- | -------- | ----- |
| Mundial 2022 | Catar | Cuartos de final | 0        | 0     |

### Participaciones en Eurocopas
| Copa          | Sede     | Resultado   | Partidos | Goles |
| ------------- | -------- | ----------- | -------- | ----- |
| Eurocopa 2024 | Alemania | Semifinales | 3        | 0     |

## Estadísticas

### Clubes
Actualizado al último partido disputado el 10 de agosto de 2025.
| Club                           | Div.          | Temporada     | Liga  | Liga  | Copas nacionales | Copas nacionales | Copas internacionales | Copas internacionales | Total | Total | Media goleadora |
| Club                           | Div.          | Temporada     | Part. | Goles | Part.            | Goles            | Part.                 | Goles                 | Part. | Goles | Media goleadora |
| ------------------------------ | ------------- | ------------- | ----- | ----- | ---------------- | ---------------- | --------------------- | --------------------- | ----- | ----- | --------------- |
| Celtic F. C. Escocia           | 1.ª           | 2019-20       | 14    | 2     | 6                | 0                | 1                     | 0                     | 21    | 2     | 0.1             |
| Celtic F. C. Escocia           | 1.ª           | 2020-21       | 22    | 1     | 0                | 0                | 8                     | 0                     | 30    | 1     | 0.03            |
| Celtic F. C. Escocia           | Total club    | Total club    | 36    | 3     | 6                | 0                | 9                     | 0                     | 51    | 3     | 0.06            |
| Bayer 04 Leverkusen · Alemania | 1.ª           | 2020-21       | 10    | 0     | 1                | 0                | 2                     | 0                     | 13    | 0     | 0               |
| Bayer 04 Leverkusen · Alemania | 1.ª           | 2021-22       | 25    | 1     | 2                | 1                | 7                     | 0                     | 34    | 2     | 0.06            |
| Bayer 04 Leverkusen · Alemania | 1.ª           | 2022-23       | 34    | 8     | 1                | 0                | 13                    | 1                     | 48    | 9     | 0.19            |
| Bayer 04 Leverkusen · Alemania | 1.ª           | 2023-24       | 31    | 9     | 6                | 2                | 10                    | 3                     | 47    | 14    | 0.3             |
| Bayer 04 Leverkusen · Alemania | 1.ª           | 2024-25       | 33    | 5     | 5                | 0                | 10                    | 0                     | 48    | 5     | 0.1             |
| Bayer 04 Leverkusen · Alemania | Total club    | Total club    | 133   | 23    | 15               | 3                | 42                    | 4                     | 190   | 30    | 0.16            |
| Liverpool F. C. Inglaterra     | 1.ª           | 2025-26       | 0     | 0     | 1                | 1                | 0                     | 0                     | 1     | 1     | 1               |
| Liverpool F. C. Inglaterra     | Total club    | Total club    | 0     | 0     | 1                | 1                | 0                     | 0                     | 1     | 1     | 1               |
| Total carrera                  | Total carrera | Total carrera | 169   | 26    | 22               | 4                | 51                    | 4                     | 242   | 34    | 0.14            |
| 1. 2. 3.                       |               |               |       |       |                  |                  |                       |                       |       |       |                 |

## Palmarés

### Títulos nacionales
| Título                     | Club                | País     | Año     |
| -------------------------- | ------------------- | -------- | ------- |
| Copa de la Liga de Escocia | Celtic F. C.        | Escocia  | 2019-20 |
| Scottish Premiership       | Celtic F. C.        | Escocia  | 2019-20 |
| Copa de Escocia            | Celtic F. C.        | Escocia  | 2019-20 |
| Bundesliga                 | Bayer 04 Leverkusen | Alemania | 2023-24 |
| Copa de Alemania           | Bayer 04 Leverkusen | Alemania | 2023-24 |
| Supercopa de Alemania      | Bayer 04 Leverkusen | Alemania | 2024    |